# 스테퍼니 파워스
스테퍼니 파워스(영어: Stefanie Powers, 1942년 11월 2일 ~ )는 미국의 배우이다. 본명은 스테퍼니아 조피아 페더키위츠(영어: Stefania Zofya Federkiewicz)이다.

## 출연 작품
- 아테네 탈출 - 도티 델 마르 역
- 화가의 딸
- 사랑과 욕망
- 태양의 그림자(영어판)